# Београдско пролеће 2023.
Београдско пролеће 2023. је српски такмичарски фестивал забавне и популарне музике. Одржан је 22. априла 2023. године у београдској МТС дворани.
Организатор овог издања фестивала је МТС дворана, док су медијски покровитељи Прва српска телевизија и Накси радио.
Водитељи манифестације били су српска глумица Марија Бергам и хрватски глумац и певач Франо Ласић. Директан пренос је емитован на Првој српској телевизији. Извођаче је током наступа пратио Београдски фестивалски оркестар, којим је дириговао Иван Илић.
Ревијални део програма био је посвећен композитору Корнелију Ковачу, који је преминуо 13. септембра 2022. године. Бојана Стаменов и Душан Свилар су извели сплет најпознатијих песама из Ковачевог стваралaчког опуса, а наступ су симболично завршили нумером Април у Београду.

## Конкурс за такмичарске нумере
Конкурс за такмичарске нумере био је отворен од 15. јануара до 15. фебруара 2023. године. Условима конкурса било је прописано да пријављена дела:
- морају да буду нова тј. не смеју да буду јавно извођена или промовисана пре фестивала;
- морају да имају текст на српском језику, без обзира на дијалект и наречја;
- не смеју да трају дуже од четири минута.[1]

На конкурс су пристигле 304 нумере. Одабир осамнаест које ће се такмичити вршила је селекторска комисија у саставу:
- Маја Раковиц, власница и главна и одговорна уредница Накси радија;
- Иван Илић, музички уредник Београдског пролећа и председник Удружења музичара, забавне и рок музике Србије;
- Бранко Кланшчек, уметнички директор Београдског пролећа.

Списак изабраних песама објављен је 14. марта 2023. на конференцији за медије. Ладо Лесковар и Кристијан Рахимовски су другу годину заредом учествовали на фестивалу као интерпретатори.

### Изабране нумере
| #   | Извођач                       | Песма                   | Композитор                                    | Текстописац             | Аранжер                                       |
| --- | ----------------------------- | ----------------------- | --------------------------------------------- | ----------------------- | --------------------------------------------- |
| 1.  | Данијел Алибабић              | Питај га                | Јован Јованов, Лејла Хот                      | Лејла Хот               | Махир Сарихоџић                               |
| 2.  | Јасна Ђокић                   | Сан о заљубљеној жени   | Мирослав Стојисављевић                        | Мирослав Стојисављевић  | Мирослав Стојисављевић                        |
| 3.  | Дуле Лушин                    | Прсти судбине           | Дуле Лушин                                    | Дуле Лушин              | Вук Матић                                     |
| 4.  | Моника Кнезовић               | Јака кад је најтеже     | Славен Кнезовић                               | Златко Јововић          | Михаило Радоњић                               |
| 5.  | Милош Стојковић               | Дођи у мој град         | Душан Бачић                                   | Душан Бачић             | Дејан Николић                                 |
| 6.  | Ива Лоренс                    | Странац                 | Ива Лоренс, Андрија Гавриловић                | Ива Лоренс, Матија Цвек | Ива Лоренс, Андрија Гавриловић, Емилија Ђонин |
| 7.  | Милан Бујаковић               | Мала                    | Душан Алагић                                  | Душан Алагић            | Душан Алагић                                  |
| 8.  | Јелена Влаховић               | Аманет                  | Петар Шћеповић                                | Петар Шћеповић          | Петар Шћеповић, Милош Михајловић              |
| 9.  | Саша Васић                    | Отац                    | Саша Васић                                    | Саша Васић              | Саша Васић, Владимир Прерадовић               |
| 10. | Ана Станић                    | Крила                   | Ана Станић                                    | Ана Станић              | Махир Сарихоџић                               |
| 11. | Кристијан Рахимовски          | Сузе небеске            | Миро Буљан                                    | Ненад Нинчевић          | Кристијан Рахимовски, Иван Шкунца             |
| 12. | Ненад Ћеранић и Мирна Кошанин | Само љуби ме            | Ненад Ћеранић, Алек Алексов                   | Ненад Ћеранић           | Ненад Ћеранић, Алек Алексов, Дарко Станковић  |
| 13. | Милена Вучић                  | Удостоји                | Душан Алагић                                  | Душан Алагић            | Душан Алагић                                  |
| 14. | Принц                         | Дивна                   | Душан Бачић                                   | Душан Бачић             | Дејан Николић                                 |
| 15. | Ладо Лесковар и Бора Ђорђевић | Верица                  | Бора Ђорђевић, Никола Зорић, Видоја Божиновић | Бора Ђорђевић           | Драган Илић, Никола Зорић                     |
| 16. | Исак Шабановић                | Свакој сам по нешто дао | Саша Филиповић                                | Бранка Леоне            | Саша Филиповић                                |
| 17. | Тијана Богићевић              | Крила од дима           | Александра Милутиновић                        | Александра Милутиновић  | Александра Милутиновић, Душан Алагић          |
| 18. | Ади Шоше                      | Пусто острво            | Амил Лојо                                     | Амил Лојо               | Амил Лојо                                     |

## Награде публике
Гласање публике одвијало се слањем СМС порука и било је могуће само из Србије. Почело је након што су изведене све нумере и трајало је 25 минута. Са сваког броја телефона могло је да се пошаље највише 20 порука.
| Награда               | Новчани износ награде | Награђено дело          | Интерпретатор    |
| --------------------- | --------------------- | ----------------------- | ---------------- |
| Прва награда публике  | 300.000 дин.          | Крила од дима           | Тијана Богићевић |
| Друга награда публике | 200.000 дин.          | Пусто острво            | Ади Шоше         |
| Трећа награда публике | 100.000 дин.          | Свакој сам по нешто дао | Исак Шабановић   |

Новчани износ за сваку од награда публике дели се међу добитницима у следећем односу: 30% припада интерпретатору, 30% композитору, 20% текстописцу и 20% аранжеру.

## Награде стручног жирија
Овогодишњи стручни жири чинили су:
- Маја Раковиц, власница и главна и одговорна уредница Накси радија (председница селекционе комисије и стручног жирија фестивала);
- Бети Ђорђевић, певачица;
- Срђан Марјановић, композитор и кантаутор;
- Александар Филиповић, музички новинар;
- Наталија Цајић, новинарка.[3]

Сваки члан стручног жирија у свакој од категорија засебно бира по четири најбоље нумере, које потом рангира тако што им додељује 7, 5, 3 и 1 поен. Поени се затим сабирају за сваку категорију засебно и тако се добијају победници. Уколико више нумера има исти (највећи) број поена, одлука о победничкој се доноси већином гласова стручног жирија.
| Награда                | Новчани износ награде | Награђено дело | Добитник             |
| ---------------------- | --------------------- | -------------- | -------------------- |
| Најбоља композиција    | 100.000 дин.          | Удостоји       | Душан Алагић         |
| Најбоља интерпретација | 100.000 дин.          | Сузе небеске   | Кристијан Рахимовски |
| Најбољи текст          | 100.000 дин.          | Верица         | Бора Ђорђевић        |
| Најбољи аранжман       | 100.000 дин.          | Крила          | Махир Сарихоџић      |